# Tragikomedija
Tragikomedija je književni žanr koji spaja elemente tragedije i komedije. Taj je termin karakterističan za dramsku književnost i može se primijeniti kako na tragički komad koji sadrži dovoljno komičnih elemenata da se može reći kako oni ublažavaju ozbiljnu atmosferu, tako i na bilo koji ozbiljni dramski komad sa sretnim završetkom.